# Dorfkirche Burxdorf

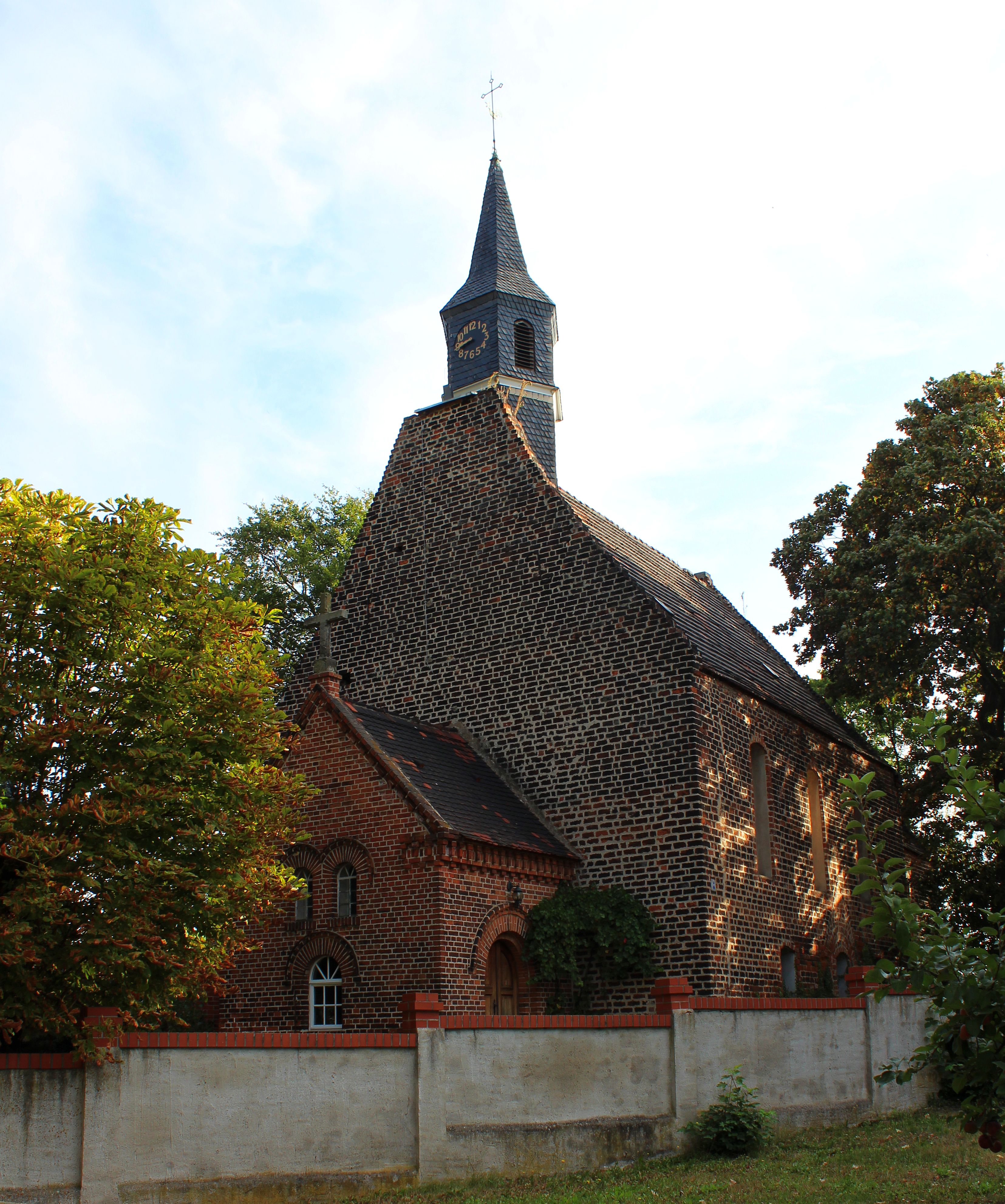
Dorfkirche Burxdorf (2016)

Die evangelische Dorfkirche Burxdorf ist ein Kirchengebäude im Ortsteil Burxdorf der Stadt Bad Liebenwerda im südbrandenburgischen Landkreis Elbe-Elster. Hier ist die Kirche im Ortszentrum mit einem sie umgebenden Friedhof am Dorfanger zu finden. Das Bauwerk befindet sich heute unter Denkmalschutz.

## Baubeschreibung und -geschichte
Die Burxdorfer Kirche entstand unter Einflussnahme des Mühlberger Klosters Marienstern in der ersten Hälfte des 13. Jahrhunderts. Es handelt sich bei ihr um einen frühgotischen Saalbau mit eingezogenem Rechteckchor. Der ursprünglich vorhandene Kirchturm brannte 1889 ab und wurde im selben Jahr durch einen auf das westliche Kirchenschiff aufgesetzten sechseckigen Dachreiter mit Turmuhr, Schieferdach, Wetterfahne und Kreuz ersetzt. Durch das Gewicht des Turmes hatten sich Risse im Mauerwerk zwischen Giebel und Kirchenschiff gebildet, deshalb wird der Turm an der Nordwestecke durch einen Pfeiler gestützt. In der Ostseite ist eine gestaffelte Dreifenstergruppe in Lanzettform zu finden.
Nachdem im Laufe der vielen Jahre der Zahn der Zeit am Gebäude genagt hatte, wurde 1980 eine Renovierung der äußeren Fassade dringend notwendig. Einem Aufruf des Gemeindekirchenrates zur Unterstützung des Projektes folgten zahlreiche Burxdorfer Einwohner und halfen tatkräftig bei den umfangreichen Arbeiten.

## Ausstattung (Auswahl)
Das Innere der Kirche ist von barocken Balkendecken und einer dreiseitigen Empore geprägt. Im Mittelschrein des hölzernen Altaraufsatzes aus der zweiten Hälfte des 17. Jahrhunderts befindet sich eine Darstellung der Anna selbdritt. Aus derselben Zeit stammt der polygonale Kanzelkorb. Die aus der ersten Hälfte stammende Sandsteintaufe befand sich wohl ursprünglich in der Mühlberger Klosterkirche. Des Weiteren befinden sich in der Kirche fünf spätgotische Schnitzfiguren.
Die 1870 vom Liebenwerdaer Orgelbaumeister Christian Friedrich Raspe (1822–1892) geschaffene Orgel verfügt über eine mechanische Schleiflade, ein Manual und neun Register.

## Grabmäler
Die Burxdorfer Kirche ist vom örtlichen Friedhof umgeben. Gleich im westlichen Eingangsbereich befindet sich vor der Eingangshalle zur Kirche ein Gefallenendenkmal zum Gedenken an die in den beiden Weltkriegen gefallenen Dorfbewohner mit den Namen der Opfer. In unmittelbarer Nachbarschaft dazu ist linkerhand das Grab eines unbekannten deutschen Soldaten aus dem Zweiten Weltkrieg zu finden. Des Weiteren wurde im nordöstlichen Bereich des Friedhofs eine Trauerhalle errichtet.

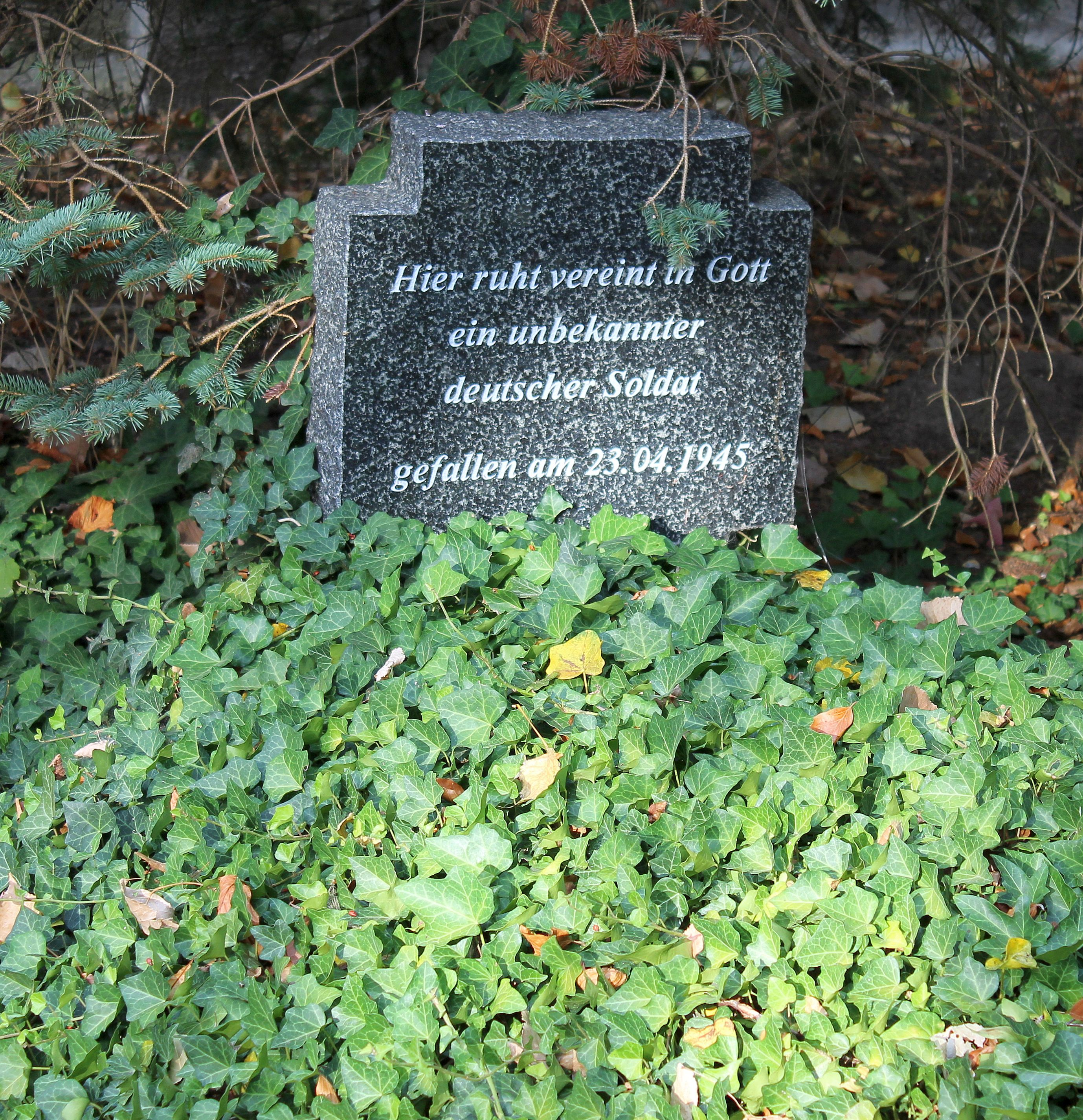
Grab eines unbekannten deutschen Soldaten
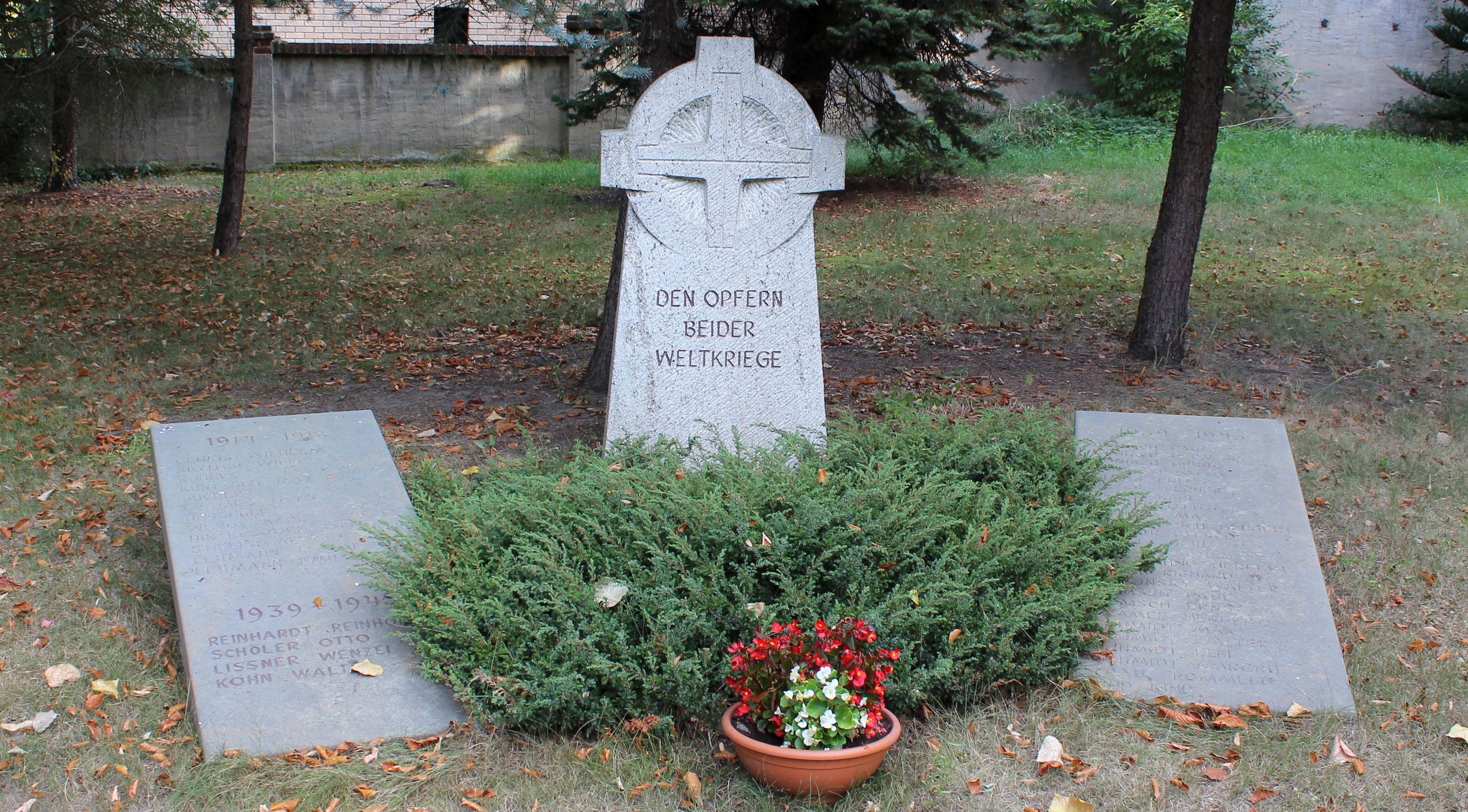
Das Gefallenendenkmal im Eingangsbereich zur Burxdorfer Dorfkirche (September 2016)
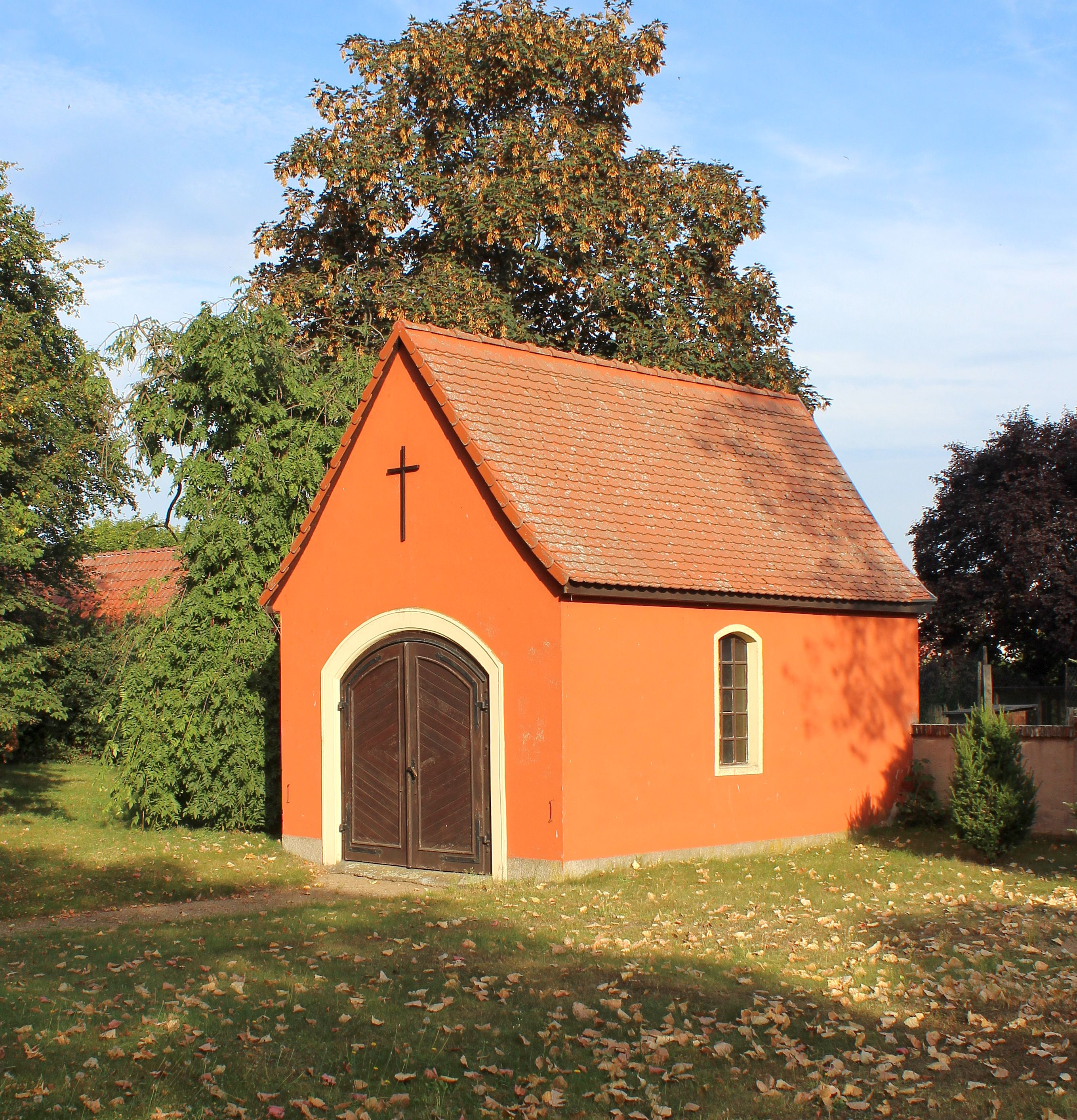
Trauerhalle